# Jennifer Lefort
Pour les articles homonymes, voir Lefort.
Jennifer Lefort (née en 1976) est une artiste canadienne basée à Gatineau, au Québec.

## Biographie
Ses peintures explorent l'abstraction avec une manipulation de la couleur, du récit et de la sensation. Sa liste d'expositions solo comprend des expositions à la Parisian Laundry à Montréal, à la Galerie Drabinsky à Toronto, à la Galerie Trois Points, à la Maison de la culture NDG et à Montréal. Elle remporte de nombreux prix pour son travail, dont le Prix Royal Bank of Canada Painting Award (demi-finaliste, 2007) et le Prix Joseph Plaskett Foundation Award (2005).
Elle obtient un baccalauréat en beaux-arts de l'université Concordia à Montréal et une maîtrise en beaux- arts de l'université York en 2006. Son travail est représenté dans plusieurs collections dont celle du Musée national des beaux-arts du Québec et du Musée d’art contemporain des Laurentides.

## Prix et distinctions
- Prix de peinture de la Banque Royale du Canada (Demi-finaliste, 2007)
- Prix de la Fondation Joseph Plaskett (2005)[4]
- Prix Henry Mills (2002)
- Prix de peinture Heinz Jordan (2001).

## Expositions personnelles
- À perpétuité, Axenéo7, Gatineau (2019)[5].
- "Make-Believe", à Parisian Laundry à Montréal (2010),
- "After Berlin" chez Parisian Laundry à Montréal (2007)[6],
- « Spots & Fabulisms », à la Drabinsky Gallery de Toronto (2006),
- "Faites semblant d'être là, Galerie Trois Points" (2006),
- "Juicy" à la Galerie Trois Points à Montréal (2004),
- « The Systematic Arrangement of Pretty », au SKOL Centre des arts actuels à Montréal (2004),
- "Titillation", à la Maison de la culture NDG, Montréal (2003),
- "Canapé Doublé Un Salon du Nouveau Travail" à Montréal (2002),
- "Candy & Tar", à l'Annexe Belgo à Montréal (2002).